# Amleth
Amleth (latinizado Amlethus, antiguo islandés Amlóði) es una figura legendaria escandinava de la Edad del Hierro germánica (siglo V – siglo IX), el predecesor directo del personaje de Hamlet, príncipe de Dinamarca, héroe de la tragedia homónima de William Shakespeare.
La principal autoridad para la leyenda de Amleth es Saxo Grammaticus, quien le dedica parte de los libros tercero y cuarto de su Gesta Danorum, completada a principios del siglo XIII. La versión de Saxo es similar a la dada en el Chronicon Lethrense del siglo XII. En ambas versiones, el príncipe Amleth (Amblothæ) es el hijo de Horvendill (Orwendel o Aurvandill ), rey de los jutos. A menudo se ha asumido que la historia se deriva en última instancia de un viejo poema islandés del siglo X, pero no ha sobrevivido. Las versiones islandesas existentes, conocidas como Saga de Ambales o Saga Amloda, son considerablemente posteriores a Saxo.

## Nombre
La antigua forma islandesa Amlóði se registra una vez en la Edda prosaica. Los nombres Amlethus y Amblothæ del siglo XII pueden seguramente ser latinizaciones del antiguo nombre nórdico. La etimología es desconocida, pero hay varias sugerencias.
El islandés Amlóði se registra como un término para “tonto”, en referencia al personaje del romance o cuento popular islandés de principios de la Edad Moderna. Una sugerencia se basa en la interpretación de «tonto» o «arquetipo del tramposo» del nombre, componiendo el nombre del antiguo nórdico ama, «fastidiar, molestar» y óðr, «furia, locura» (también en el teónimo Óðinn). La palabra irlandesa y escocesa amhlair, que en vernáculo contemporáneo denota una persona aburrida y estúpida, se transmite del antiguo nombre de un bufón de la corte, que entretenía al rey pero también lo aconsejaba subrepticiamente a través de acertijos y travesuras.
Una sugerencia más reciente se basa en el kenning eddaico que asocia a Amlóði con el molino mitológico Grótti, y deriva del antiguo nombre irlandés Admlithi, «gran molienda», atestiguado en la Togail Bruidne Dá Derga del Ciclo del Úlster. Amlóða kvren, «molino de mano de Amlodi» (noruego Håndkvern, danés Håndkværn, inglés hand quern), es un kenning para el mar en la sección Skáldskaparmál de la Edda prosaica, atribuido a un escaldo de nombre Snæbjörn.
También se ha llamado la atención sobre la similitud de Amleth con el nombre irlandés Amhladh (en particular, Amhlaidh, Amhlaigh, Amhlaide), una adaptación gaélica del nombre nórdico Olaf.
En una sugerencia controvertida que se remonta a 1937, la secuencia æmluþ contenida en la inscripción rúnica en frisón antiguo del siglo VIII conocida como el «Palo de tejo de Westeremden» (Groninga, Países Bajos) se ha interpretado como una referencia a Amleth. La investigación rúnica contemporánea no respalda esta conclusión.

## Leyenda escandinava
Con frecuencia se ha asumido que la leyenda escandinava finalmente se remonta a un poema nórdico antiguo (islandés antiguo) de aproximadamente el siglo X. Pero tal poema no ha sobrevivido, y las dos versiones latinas de la historia del siglo XII son la fuente más antigua. Hay una versión islandesa moderna temprana (siglo XVII) del cuento, y Thormodus Torfæus también afirma que una historia de Amlodi fue parte del folklore popular en su juventud (es decir, a mediados del siglo XVII), pero no está claro si está sustancialmente influenciada por el relato de Saxo o si representa una tradición independiente, derivada de la fuente no comprobada del antiguo islandés.

### La versión de Saxo Grammaticus
Brevemente, la versión de Saxo Grammaticus de la historia de Amleth es la siguiente: Gervendill, jefe de los jutos, fue sucedido por sus hijos Horvendill y Feng. Horvendill, a su regreso de una expedición vikinga en la que había matado a Koll, rey de Noruega, se casó con Gerutha, hija de Rørik Slyngebond, rey de Selandia. Ella le dio un hijo, Amleth. Pero Feng, por celos, asesinó a Horvendill y persuadió a Gerutha para que se convirtiera en su esposa, alegando que había cometido el crimen por ninguna otra razón que la venganza de un marido que la había odiado. Amleth, temeroso de compartir el destino de su padre, fingió ser un imbécil, pero la sospecha de Feng lo sometió a varias pruebas que están relatadas en detalle. Entre otras cosas, intentaron enredarlo con una joven, su hermana adoptiva (el prototipo de Ofelia), pero su astucia lo salvó. Sin embargo, cuando Amleth mató al espía escondido (prototipo de Polonio) en la habitación de su madre y destruyó todo rastro del hecho, Feng se aseguró de que la locura del joven era fingida. En consecuencia, lo envió a «Bretaña» (Reino de Mercia) en compañía de dos asistentes, que llevaban una carta ordenando al rey del país que lo matara. Amleth supuso el significado de sus instrucciones y alteró en secreto el mensaje en sus tablillas de madera para que el rey matara a los asistentes y le diera a su hija en matrimonio.
Después de casarse con la princesa, Amleth regresó a Dinamarca pasado un año. De la riqueza que había acumulado se llevó consigo sólo algunos palos huecos llenos de oro. Llegó a tiempo para una fiesta fúnebre, celebrada en honra de su supuesta muerte. Durante el festín, sirvió vino a los cortesanos y ejecutó su venganza durante su sueño de embriaguez al sujetar sobre ellos los tapices de lana del salón con clavijas que había afilado durante su fingida locura, y luego prendió fuego al palacio y mató a Feng con su propia espada. Después de una larga arenga a la gente, fue proclamado rey. Al regresar a Bretaña por su esposa, descubrió que su suegro y Feng se habían comprometido a vengar el uno la muerte del otro. El rey inglés, al no estar dispuesto a cumplir personalmente su promesa, lo mandó en calidad de pretendiente a la corte de la reina escocesa Hermuthruda, que había matado a todos los pretendientes anteriores, pero se enamoró de Amleth. A su regreso a Bretaña, su primera esposa, cuyo amor demostró ser más fuerte que su resentimiento, le reveló las intenciones de su padre. En la batalla que siguió, Amleth ganó el día empalando a los muertos caídos el día anterior, aterrorizando al enemigo.
Luego regresó con sus dos esposas a Jutlandia, donde tuvo que enfrentarse a la enemistad de Wiglek, el sucesor de Rørik. Fue asesinado en batalla. Hermuthruda, aunque había prometido morir con él, se casó con el vencedor. Saxo afirma que Amleth fue enterrado en una llanura (o «brezo») en Jutlandia (según la tradición, los lugares de su entierro podrían ser las afueras del castillo de Marienlyst en Elsinor o un túmulo de finales de la Edad del Bronce en Ammelhede —presuntamente Amleds hede, «brezo de Amleth»—). Wiglek más tarde murió de enfermedad, y de su hijo, Wermund, desciende la línea real de los reyes de Mercia.

### Chronicon Lethrense
La Crónica de los Reyes de Leijre del siglo XII (y los Annales Lundenses incluidos) dice que el rey danés Rørik Slængeborræ puso a Orwendel y Feng como sus gobernantes en Jutlandia, y le dio a su hija a Orwendel como recompensa por sus buenos servicios. Orwendel y la hija tuvieron un hijo, Amblothæ el Juto. El celoso Feng mató a Orwendel y se llevó a su esposa. Amblothæ entendió que su vida estaba en peligro y trató de sobrevivir fingiéndose loco. Feng envió a Amblothæ al rey de Bretaña (al Reino de Mercia) con dos sirvientes que llevaban un mensaje diciéndole que debía matar a Amblothæ. Mientras los sirvientes dormían, Amblothæ cortó el mensaje (probablemente rúnico) y escribió que los sirvientes deberían ser asesinados y él mismo casado con la princesa. El rey inglés hizo lo que decía el mensaje. Exactamente un año después, Feng bebió a la memoria de Amblothæ, pero este apareció y lo mató. Luego quemó a los hombres de Feng en una tienda de campaña y se convirtió en el gobernante de Jutlandia. Luego regresó a Bretaña para matar al rey, quien quería vengar la muerte de Feng, y se casó con la reina de Escocia. Amblothæ regresó a Jutlandia y fue asesinado en la batalla a su llegada.

### Versiones islandesas
En Islandia, la Saga de Ambale es una historia romántica (el manuscrito más antiguo data del siglo XVII). Thormodus Torfæus registró en 1702 que «a menudo escuchó la historia de Amlod relatada en Islandia por ancianas» en su juventud. El cuento popular de El alma del viejo Brjam fue puesto por escrito en 1707. En la Saga de Ambale hay, además de adiciones románticas, algunos rasgos que apuntan a una versión anterior del cuento.
También comparable es la saga del rey Hrólfr Kraki, donde los hermanos Helgi (conocido como Halga en Beowulf ) y Hroar (Hroðgar) toman el lugar del héroe (correspondiente a la historia de Harald y Halfdan en el séptimo libro de Saxo Grammaticus). Helgi y Hroar, como Harald y Halfdan, vengan la muerte de su padre sobre su tío al quemarlo en su palacio. Harald y Halfdan escapan después de la muerte de su padre al ser criados, con nombres de perros, en un roble hueco, y por lo tanto a causa de una locura fingida; y en el caso de los otros hermanos hay rastros de un motivo similar, ya que los niños son llamados con nombres de perros.

## Mitología comparativa
Las similitudes de la versión de Saxo Grammaticus con el cuento clásico de Lucio Junio Bruto, tal como lo narran Livio, Valerio Máximo y Dionisio de Halicarnaso, son probablemente deliberadas, ya que el incidente de los palos llenos de oro difícilmente podría aparecer fortuitamente en ambos, y una comparación de las arengas de Amleth (Saxo, Libro IV) y de Bruto (Dionisio, IV, 77) muestra marcadas similitudes. En ambos cuentos, el tío usurpador es finalmente sucedido por el sobrino que ha escapado de la atención durante su juventud por una fingida locura. Pero las partes desempeñadas por los personajes que en la obra de Shakespeare se convirtieron en Ofelia y Polonio, el método de venganza y toda la narrativa de la aventura de Amleth en Inglaterra, no tienen paralelos en la narración latina.
Existen más semejanzas en la Saga de Ambale con las historias de Belerofonte, Heracles y Servio Tulio. Específicamente en el episodio de la «carta traidora» (que ordena la muerte del portador), que también aparece en el Dit de l'empereur Constant (francés antiguo, siglo XIII), y más lejos, en varios cuentos árabes e hindúes.
También hay sorprendentes similitudes entre la historia de Amleth y la de Kai Khosrow en el Shahnameh (Libro del Rey) del poeta persa Ferdousí. En la mitología egipcia antigua, una historia similar de un rey que es asesinado por un hermano celoso pero vengado por su hijo aparece en la narrativa de Osiris, Seth y Horus.

## Recepción delsigloXVI
Fuera de Escandinavia, la historia de Amleth o Hamlet se popularizó a través de las Histoires tragiques de François de Belleforest (feuille 149, ed. París, chez Jean Hupeau, 1572), donde aparece como la quinta historia del quinto volumen. Una versión en inglés, conocida convencionalmente como Ur-Hamlet, apareció en 1589. La obra se perdió, pero se menciona en algunas otras fuentes, siendo la primera de ellas el prefacio de 1589 de Thomas Nashe al Menaphon de Robert Greene. Otra versión en inglés, The Hystorie of Hamblet, se publicó en 1608.
William Shakespeare escribió su Hamlet en algún momento entre 1599 y 1602; se cree que Ur-Hamlet fue su fuente principal. Su versión debe el resumen de la historia a Saxo. En carácter, el príncipe Hamlet de Shakespeare es diametralmente opuesto a su prototipo. La locura de Amleth era sin duda fingida; preparó su venganza un año antes y la llevó a cabo deliberadamente y sin piedad en cada momento. Su acertijo tiene poco más que una similitud externa con las palabras del héroe shakespereano, quien se le parece, sin embargo, en su desconcertante penetración en los planes de sus enemigos.

## Adaptaciones modernas
La leyenda fue tomada como la base de una película de 1994 de Gabriel Axel: Prince of Jutland, también conocida como Royal Deceit (Engaño real), con Gabriel Byrne como Fenge, Helen Mirren como Geruth y Christian Bale como Amled.
La leyenda, tejida junto con la obra de Shakespeare, forma la base de la novela de Alan Gordon An Antic Disposition (Disposición desde la bufonería, 2004), la quinta novela de la serie Fools' Guild (La cofradía de los locos).
La historia de Amleth también fue adaptada en la película The Northman (2022), dirigida por el cineasta estadounidense Robert Eggers, que coescribió el guion junto al autor islandés Sjón. El personaje de Amleth fue interpretado por el actor sueco Alexander Skarsgård.